# Маллен, Джамиль
Джамиль Маллен (англ. Jamil Giovanni Mullen) — американская актриса и телеведущая.

## Биография
После окончания Колумбийского Университета, дочь Эндрю Маллена (Andrew Mullen) Джамиль со степенью в культурной антропологии начала карьеру на телевидении в познавательных телепрограммах. С тех пор у неё были небольшие роли в кино, в таких фильмах как «25-й час» Спайка Ли, «Шоссе», телесериале «Шпионаж».
Она также хорошо известна как ведущая программ Cool In Your Code и Paradetown USA на NYC TV.
Являясь моделью агентства Ford Model Management, Джамиль принимала участие в нескольких телевизионных рекламных роликах, и модельных рекламных кампаниях. В 2002 году она была лицом рекламной кампании Harrisdirect как персонаж по имени Элси Ли (англ. Elsie Lee).
В 2004 году Джамиль Маллен стала прообразом для игрового персонажа Аликс Вэнс из компьютерной игры Half-Life 2. При создании данного персонажа внешность актрисы была оцифрована, а движения и анимация были записаны при помощи системы Motion Capture. Срисованная с Маллен героиня попала на обложки практически всех игровых журналов, тем самым сделав лицо Джамиль известным на весь мир. Ранее, в 2000 году, Маллен записала движения и анимацию для главной героини игры The Operative: No One Lives Forever Кейт Арчер.

## Фильмография

### Актриса
- 2002 — 25-й час / 25th Hour — Lady with Baby
- 2004 — Шпионаж / Espionage (TV mini-series) — Woman of Intrigue #2

### Играет саму себя
- 2004 — «Paradetown, U.S.A.» (2004) TV series — Hostess
- 2004 — «Cool in Your Code» (2004) TV series — Show Host